# Академія музики імені Яначека
Академія музики імені Яначека (чеськ. Janáčkova akademie múzických umění v Brně, скорочено JAMU) — чеська консерваторія, розташована в місті Брно.
Заснована в 1947 році і названа на честь композитора Леоша Яначека, який багато працював у Брно й, зокрема, викладав тут в органній школі.
У цей час складається з театрального й музичного факультетів, на яких навчається в цілому близько 500 студентів.